# Rue Quincampoix
Pour les articles homonymes, voir Quincampoix (homonymie).
La rue Quincampoix est une voie, ancienne, des 3e et 4e arrondissements de Paris, en France.

## Situation et accès
La rue Quincampoix est une voie publique de l'ouest des 3e et 4e arrondissements de Paris, près de la limite avec le 1er arrondissement. Elle est orientée sud-sud-ouest/nord-nord-est, parallèlement au boulevard de Sébastopol, qui n'en est distant que d'un bloc d'immeubles, une trentaine de mètres à l'ouest.
La rue débute au sud entre les 16 et 20, rue des Lombards. Elle se termine 450 m au nord, entre les 17 et 19, rue aux Ours. C'est une rue étroite (environ 10 m de large, parfois moins) et dont l'alignement n'est pas toujours régulier.
La numérotation des immeubles débute à l'extrémité sud (le côté le plus proche de la Seine) et les numéros augmentent en se dirigeant vers le nord. Les numéros impairs sont alors à gauche, les numéros pairs à droite, comme il est d'usage à Paris.
Outre ses extrémités, la rue Quincampoix est traversée ou au débouché des voies suivantes :
- nos 15-25 : rue de La Reynie ;
- no 24 : ouverture du côté droit de la rue sur la place Edmond-Michelet ;
- nos 29-31 et 24-32 : rue Aubry-le-Boucher ;
- nos 54-56 : rue de Venise ;
- nos 63-65 et 64-66 : rue Rambuteau ;
- no 82 : passage Molière.

Les stations de métro les plus proches sont Hôtel de Ville (lignes 1 et 11), 400 m au sud-est de l'extrémité sud, Rambuteau (ligne 11), 200 m à l'est du milieu de la rue, et Étienne Marcel (4), 200 m à l'ouest de l'extrémité nord. La gare de RER Châtelet - Les Halles est également accessible 200 m à l'ouest du milieu de la rue.

## Origine du nom
Selon l'avocat et historien Henri Sauval et l'abbé Lebeuf, la rue semble devoir son nom à un seigneur, de Quinquenpoit, ou à Adam de Quincampoix, ou encore à un Nicolas de Kiquenpoit originaire du Perche qui avait fait construire la première maison de la rue,. Il ne semble pas qu'elle soit liée à l'étymologie classique du toponyme « Quincampoix ».
L'orthographe est incertaine : des sources parlent de « Quinquenpoix » avec un « x », d'autres de « Quiquenpoit » avec un « t ». Son nom a également été écrit « Cinquampoit » ou « Quiquenpoit ».

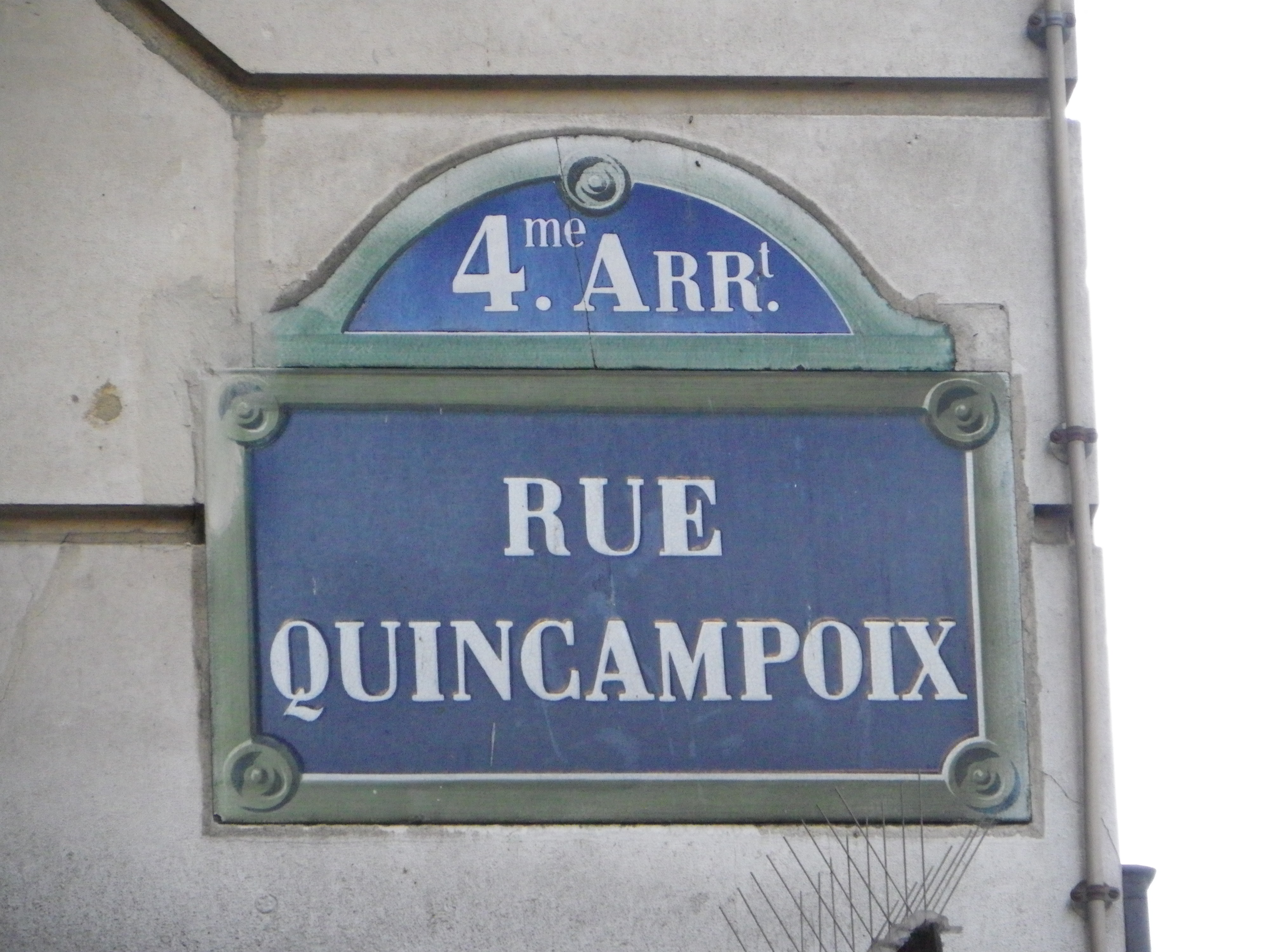
Plaque de rue de la rue Quincampoix.
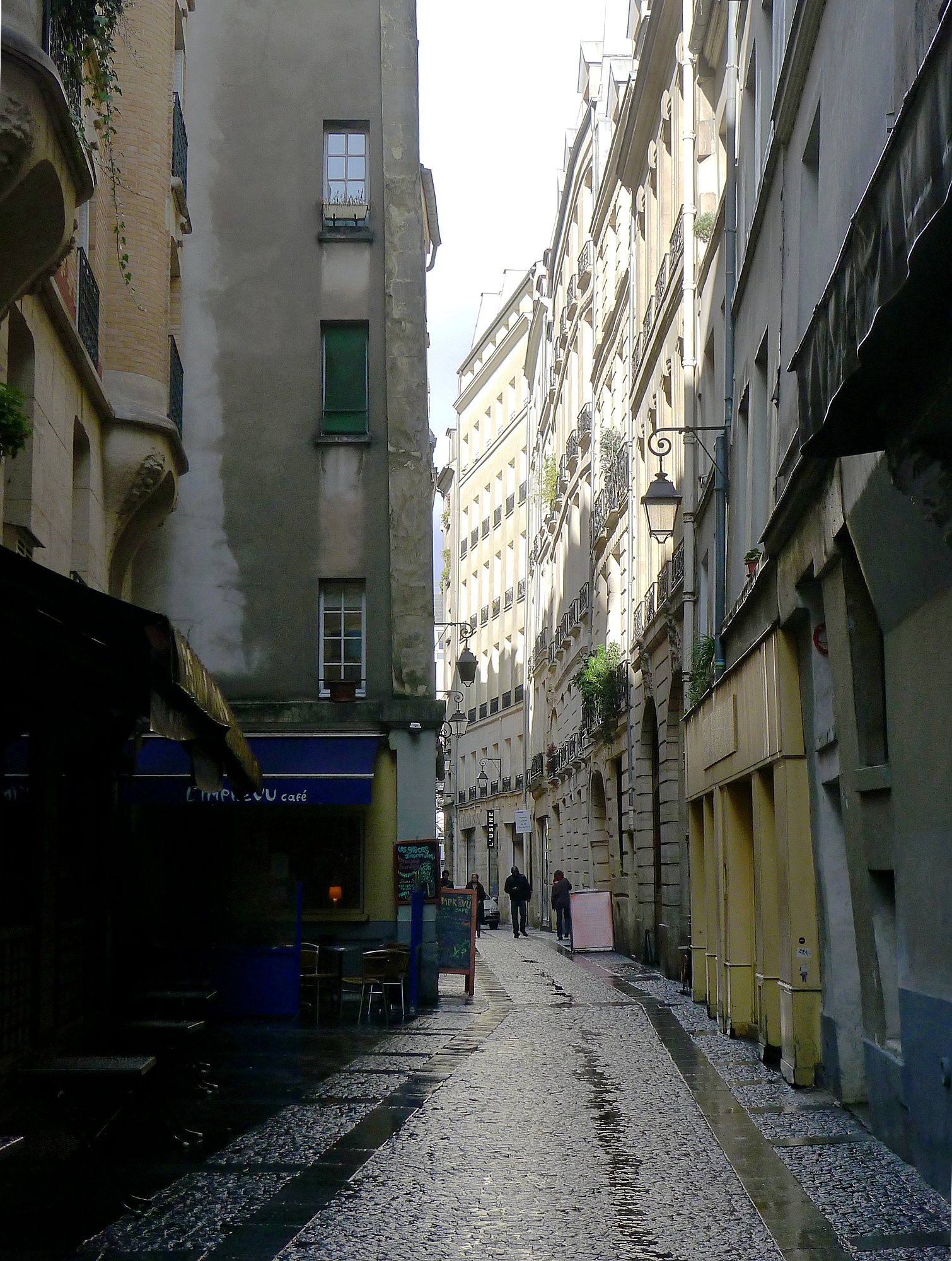
Début de la rue vue de la rue des Lombards.
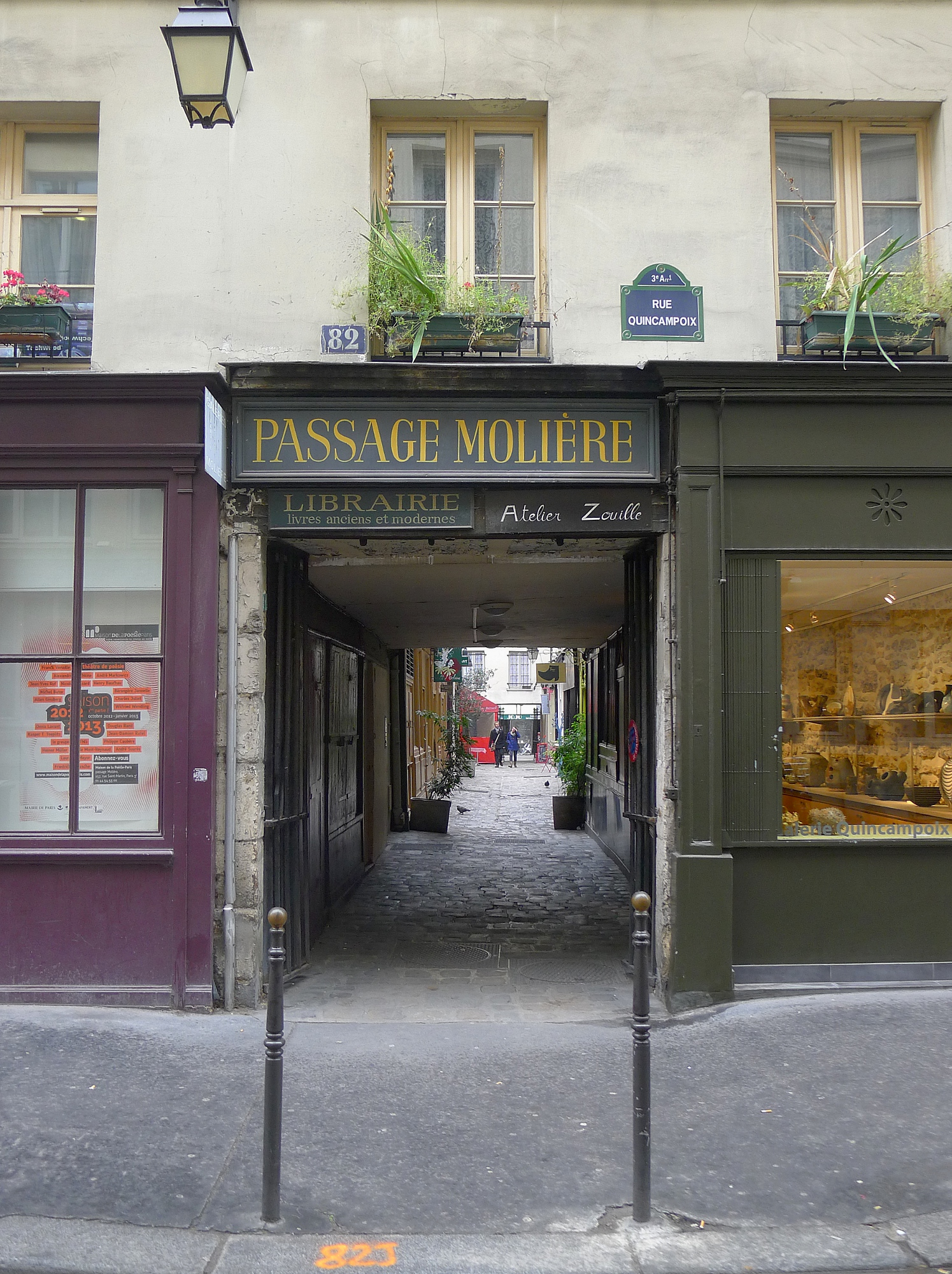
No 82 : passage Molière.

## Historique

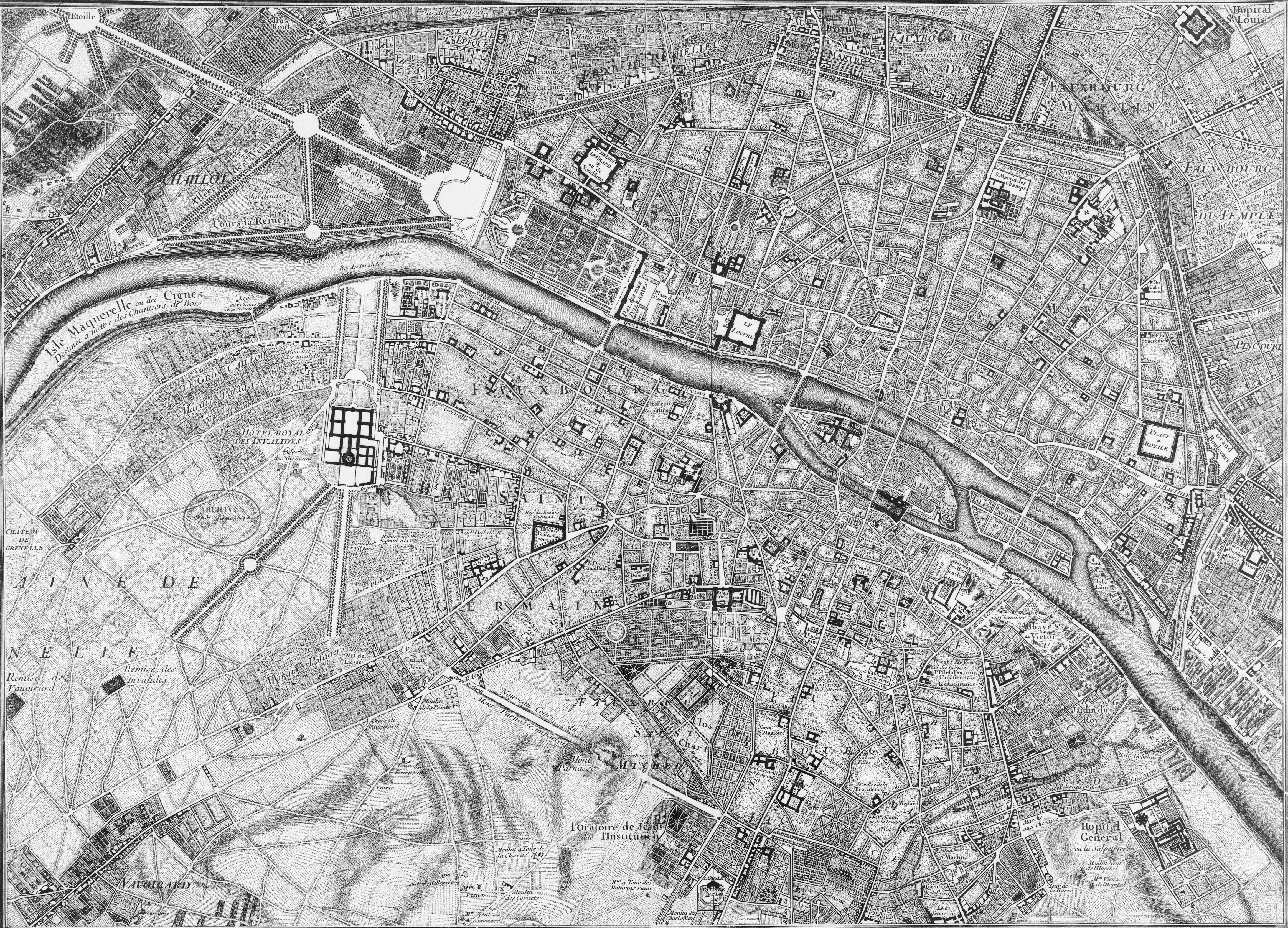
Plan de Roussel (1730). La rue Quincampoix (orthographiée « Quinquempoix ») s'étend entre la rue aux Ours et la rue Aubry-le-Boucher. Le sud de l'actuelle rue Quincampoix est nommé « Rue des Diamant ».

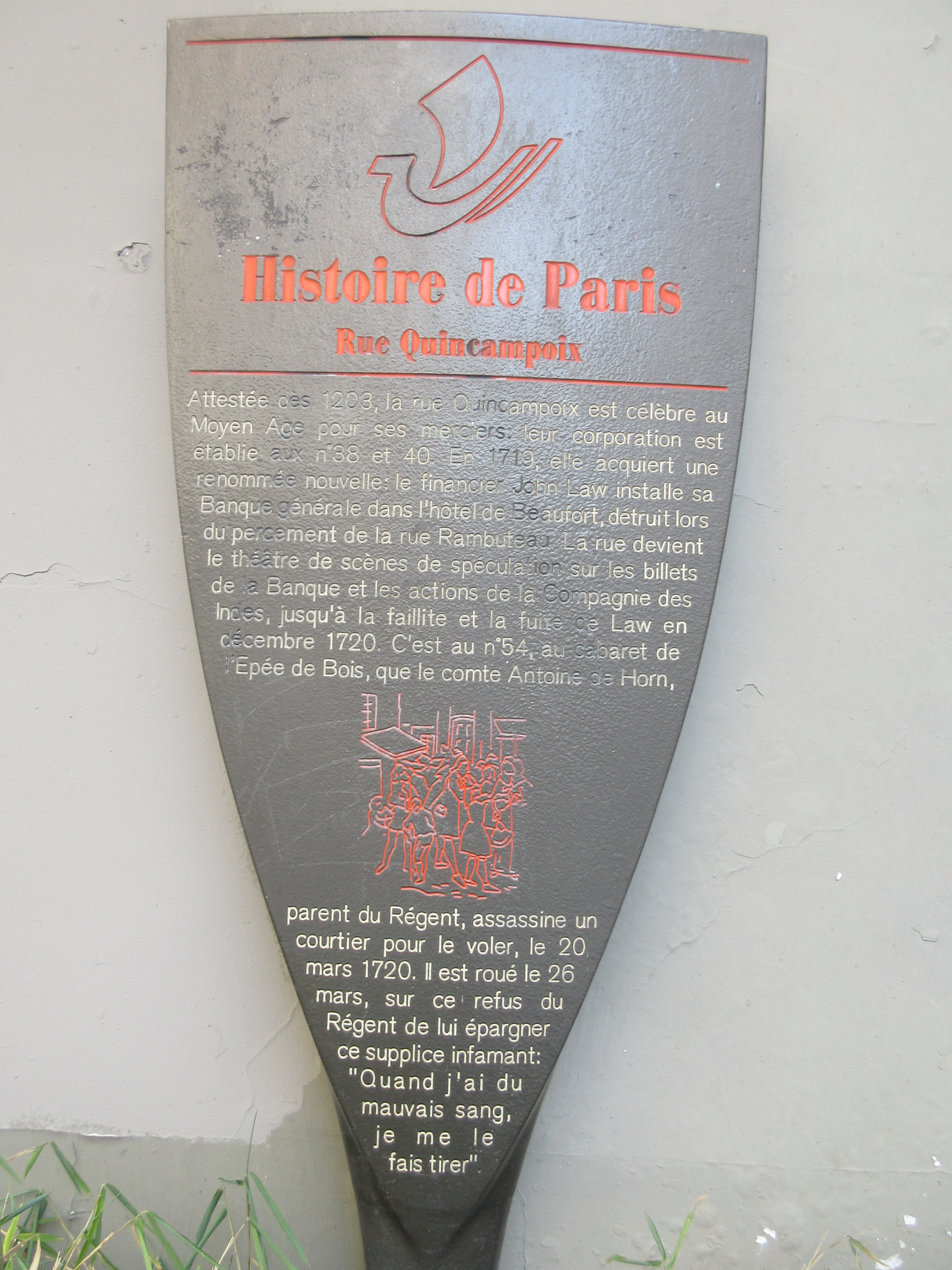
Panneau Histoire de Paris
« Rue Quincampoix ».

Il est déjà question de cette rue dans des actes authentiques de 1210.
Elle est citée dans Le Dit des rues de Paris de Guillot de Paris sous le nom de « rue Quinquempoit ».
Ce nom a ensuite été écrit diversement ; on trouve « rue Cinquampoit », « rue Quiquenpoist », « rue Quinquempouel » et enfin « rue Quincampoix ».
Elle est citée sous le nom de « rue Quinquempoix » dans un manuscrit de 1636.
En 1702, la rue, qui fait partie du quartier de Saint-Jacques-de-la-Boucherie, comporte 101 maisons et 17 lanternes.
La rue est ainsi décrite en 1719 :

« La rue Quincampoix (où était installée la banque générale de John Law) était remplie de commerçants de toute classe, dont la plupart avaient abandonné leur profession pour devenir courtiers […] Les gens d'occupation mécanique, les commis des financiers, les praticiens, des soldats et des laquais travestis, des femmes même de tout âge, belles ou laides, enfin nombre de gens sans aveu, filous et autres, s'y escrimaient pêle-mêle, jouant au plus fin […] Certains, prévoyant que le terrain de cette rue monterait à haut prix, s'emparèrent de toutes les maisons à louer aussi bien que des appartements ; […] on n'en excepta même pas les greniers et les caves. Un savetier qui travaillait sous quatre planches, s'avisa de métamorphoser sa petite hutte en bureau qu'il garnit de plusieurs petits tabourets pour y faire asseoir des femmes que la curiosité attirait dans cette place. Voyant que cette idée lui réussissait, il abandonna son métier pour fournir des plumes et du papier. Son attention dans ce nouveau métier lui a valu jusqu'à deux cents livres par jour, dans le fort des négociations. Il n'y avait personne, si dénué qu'il fût de secours, qui, à la faveur du négoce qui se faisait dans cette place, ne trouvât à vivre et même à gagner pour l'avenir. Ceux qui n'avaient ni talent ni profession s'avisèrent d'offrir leur dos aux actionnaires qui, ne pouvant se débarrasser de la foule, étaient charmés de s'en servir pour y faire le calcul de leurs opérations. Certain gentilhomme, après s'être bien intrigué, avait trouvé moyen d'avoir une échoppe, mais si petite et si étroite qu'il n'y avait d'autre table que le dos d'un bossu qu'on collait pour ainsi dire contre le mur dans le temps qu'on voulait s'en servir. Parmi le grand nombre de domestiques qui quittèrent leurs maîtres pour chercher fortune, on a vu certains laquais profiter habilement de ces heureuses révolutions. Le dernier maître qu'il avait servi fut extrêmement surpris, lorsqu'un jour, revenant à pied de la rue Quincampoix pour joindre son carrosse, il se vit faire une politesse par Languedoc. “Permettez-moi, monsieur, lui dit-il en l'abordant, que je profite de cette rencontre pour vous rendre mes très humbles devoirs. Si Monsieur, par hasard, avait renvoyé son carrosse, j'ai le mien ici près, qui le ramènera.” »

— Marmont Du Hautchamp, Histoire du système des finances, sous la minorité de Louis XV, pendant les années 1719 & 1720.
Le 20 mars 1720, un courtier est assassiné par le comte Antoine de Horn, parent du Régent, au n°54, au cabaret de l'Épée de Bois. Il est roué en place de Grève le 26 mars. 
Au XIXe siècle, la rue Quincampoix, d'une longueur de 324 mètres, qui était située dans l'ancien 6e arrondissement, quartier des Lombards, commençait aux 16-18, rue Aubry-le-Boucher et finissait aux 17-19, rue aux Ours.
Les numéros de la rue étaient rouges. Le dernier numéro impair était le no 93 et le dernier numéro pair était le no 80.
Une décision ministérielle, du 21 prairial an X (10 juin 1802), signée Chaptal, fixe la largeur de cette voie publique à 7 mètres. Cette largeur est portée à 10 mètres, en vertu d'une ordonnance royale du 16 mai 1836.
La rue Quincampoix a été désignée populairement comme « rue des Mauvaises-Paroles » et comme « rue des Cocus ». Sa partie sud, entre la rue des Lombards et la rue Aubry-le-Boucher, était autrefois connue sous le nom de « rue de la Couréerie », « rue de la Courroierie » ou « de la Vieille-Courroirie », avant de prendre le nom de « rue des Cinq-Diamants » au XVIe siècle, à cause d'une enseigne.
C'était encore un lieu de prostitution notoire dans les années 1960-1970.
Le passage Molière est ouvert sur la rue en 1791. La rue Rambuteau est percée dans les années 1830, traversant la rue Quincampoix vers son milieu.
Le 18 février 1851, une décision ministérielle réunit la rue des Cinq-Diamants à la rue Quincampoix, qui était alors située entre la rue Aubry-le-Boucher et la rue aux Ours.
Le 6 août 1918, durant la Première Guerre mondiale, un obus lancé par la « Grosse Bertha » explose au no 62 de la rue Quincampoix.
La place Edmond-Michelet est ouverte dans les années 1970 lors de la rénovation du quartier. Les immeubles situés entre le no 24 et la rue Aubry-le-Boucher sont démolis, ouvrant ainsi une partie de la rue Quincampoix.
La rue Quincampoix fut aussi, au XVIIIe siècle, le siège de la Banque de Law.

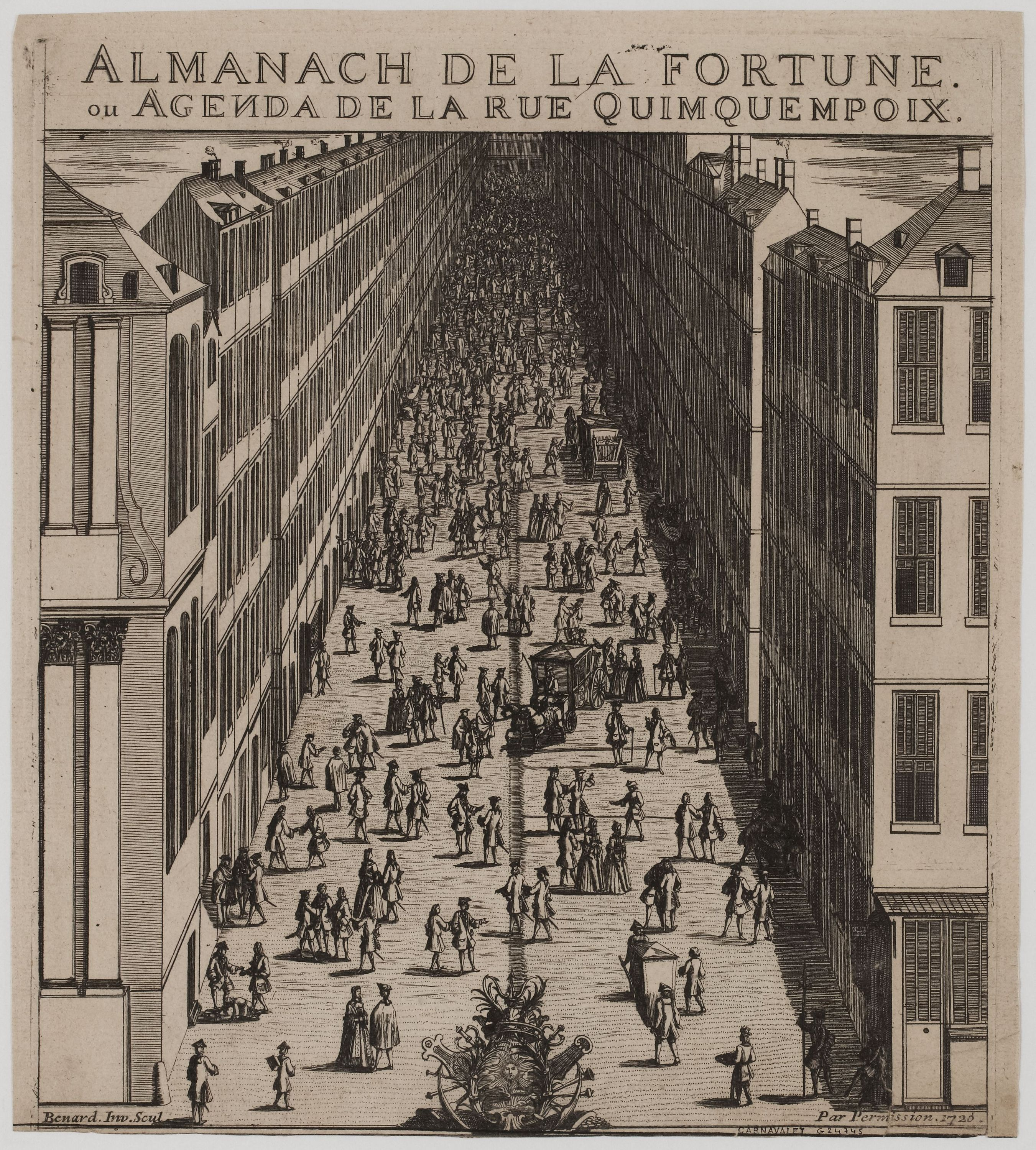
L'Almanach de la Fortune ou Agenda de la rue Quincampoix (1720).
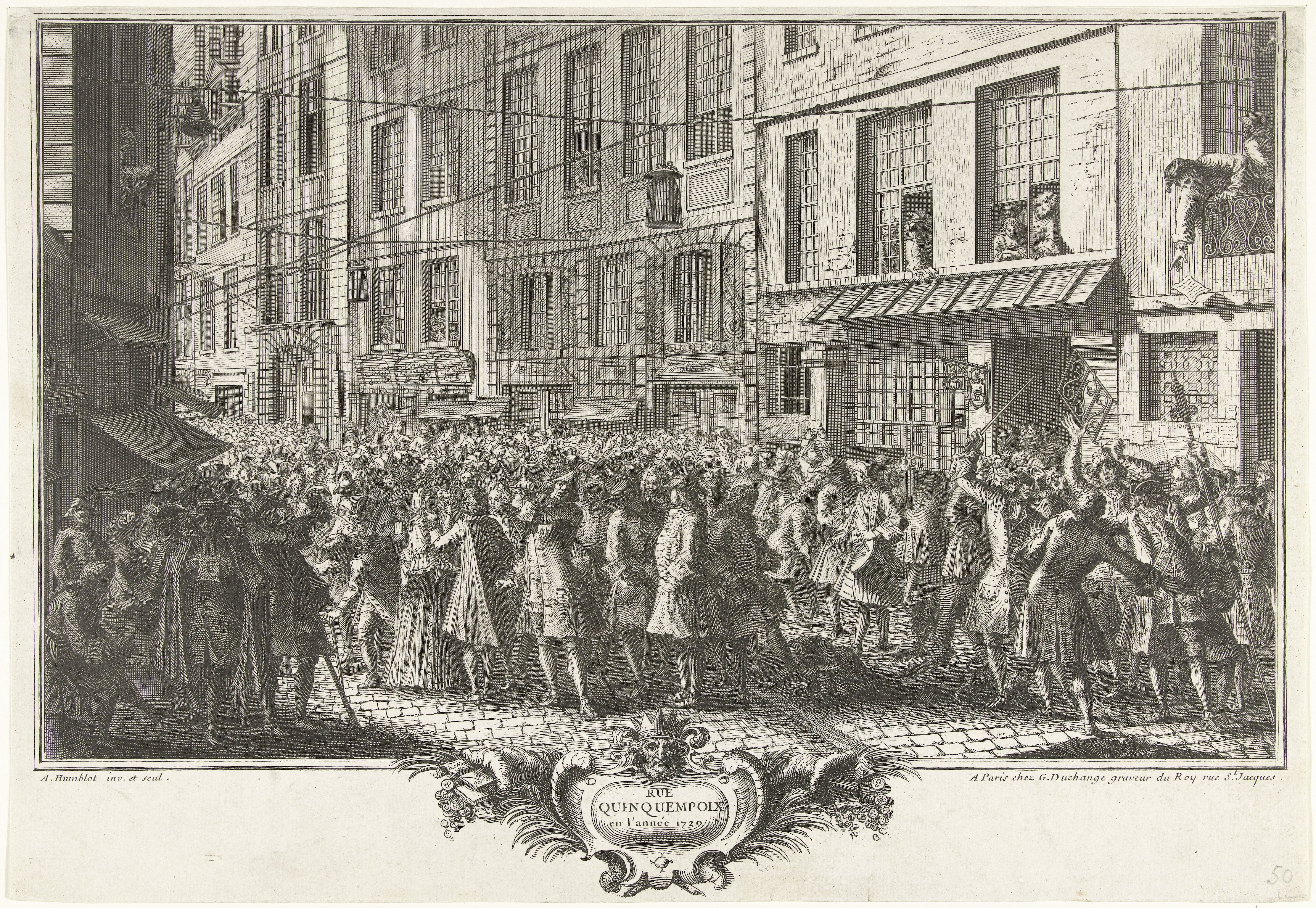
La rue Quincampoix en 1720 (gravure d'Antoine Humblot).
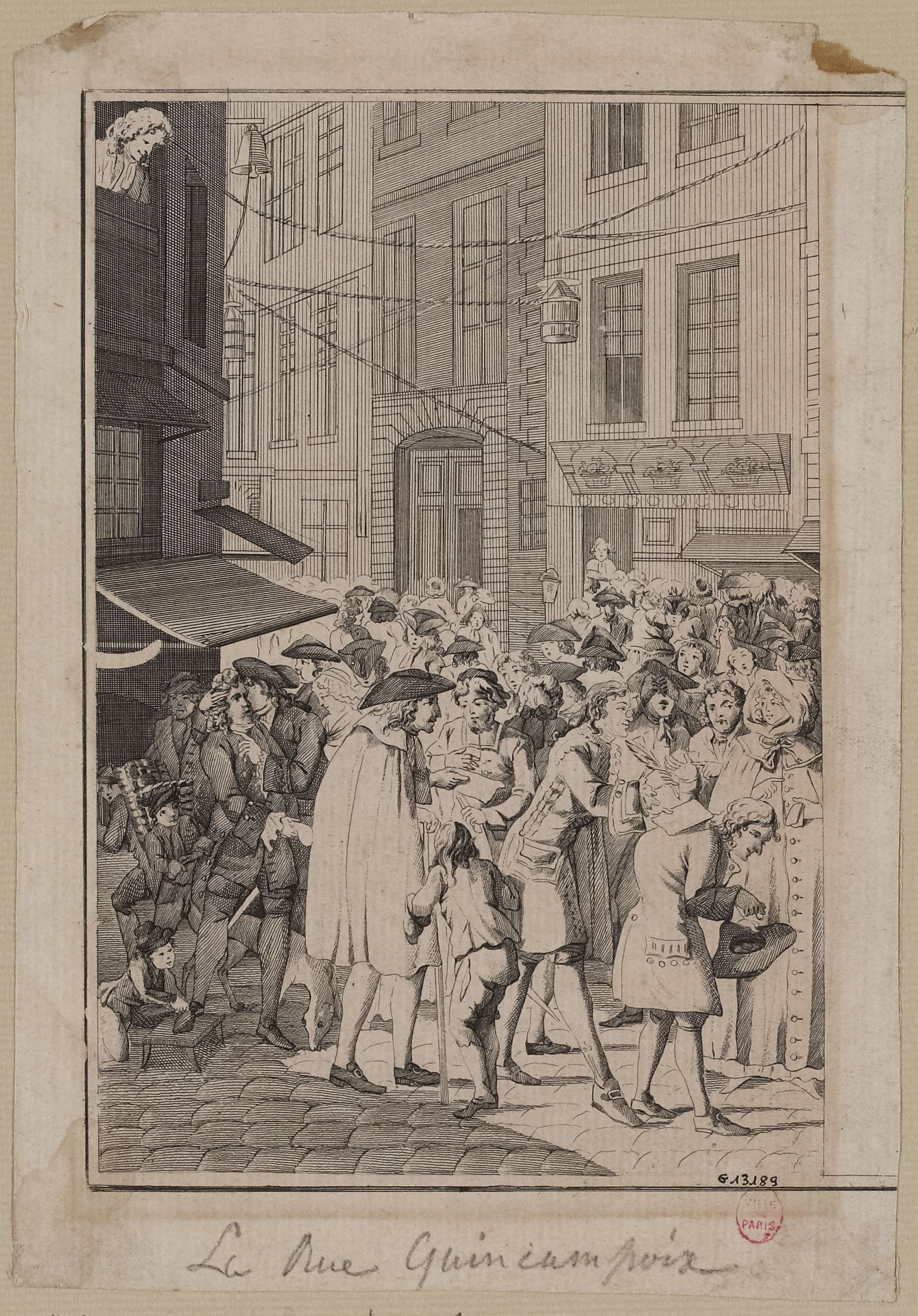
La rue Quincampoix au XVIIIe siècle.
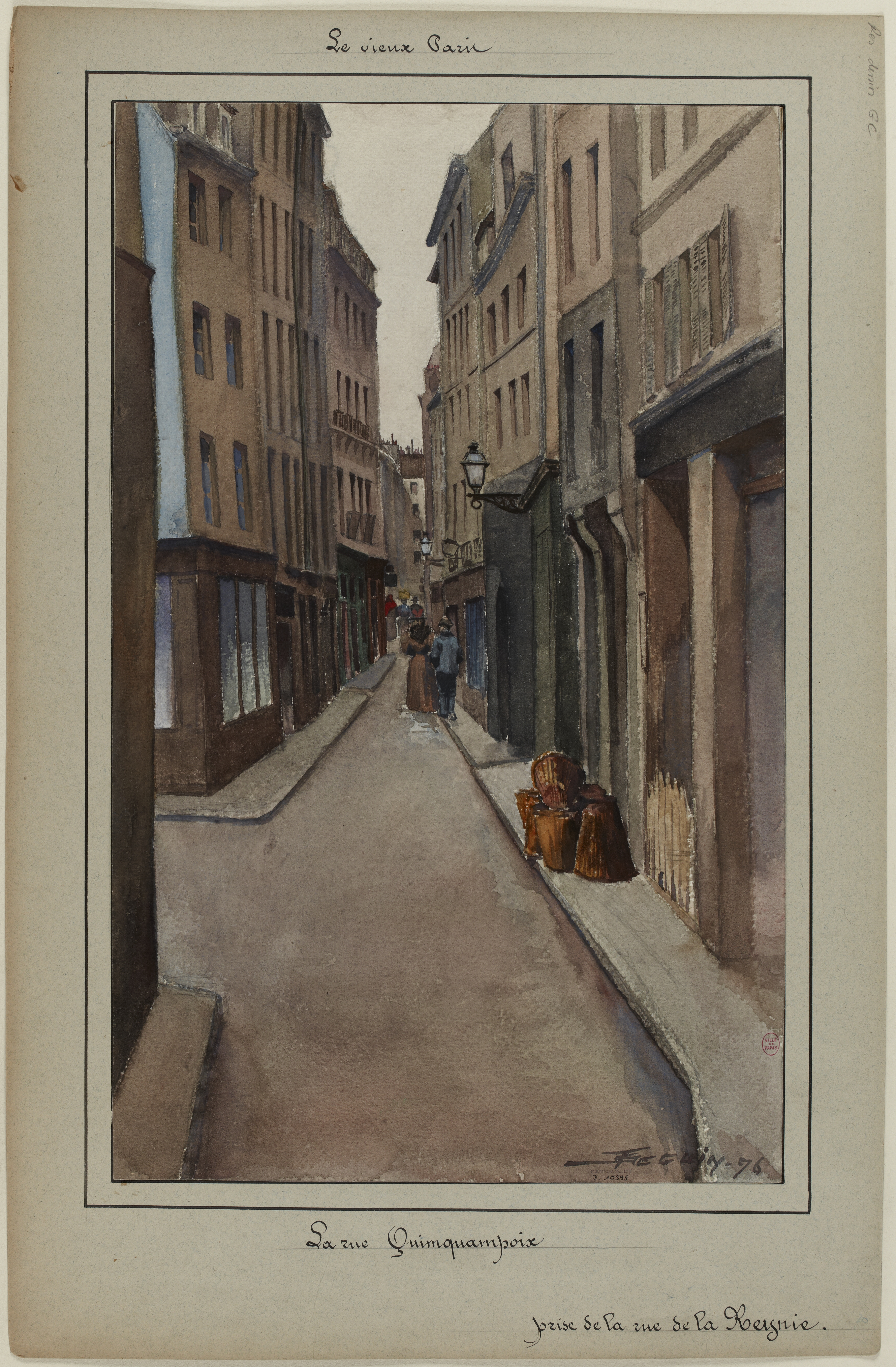
Vue de la rue en 1896 (dessin de F. Séguin).
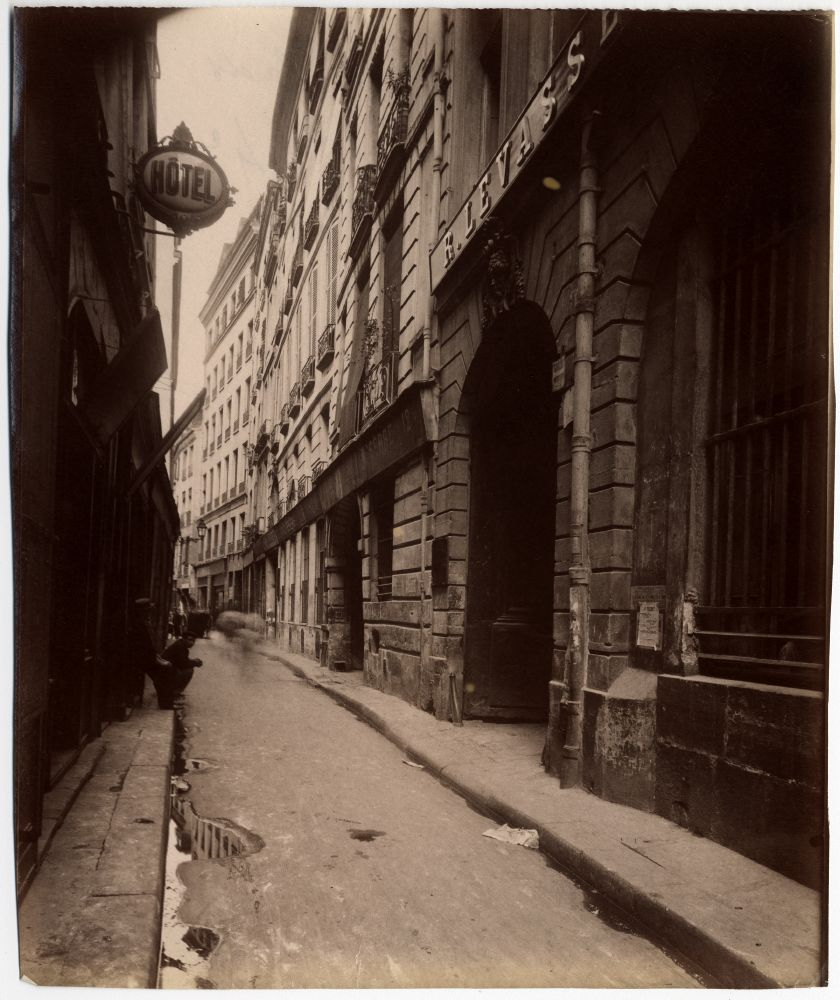
Eugène Atget : La rue Quincampoix, vue de la rue des Lombards (1908).
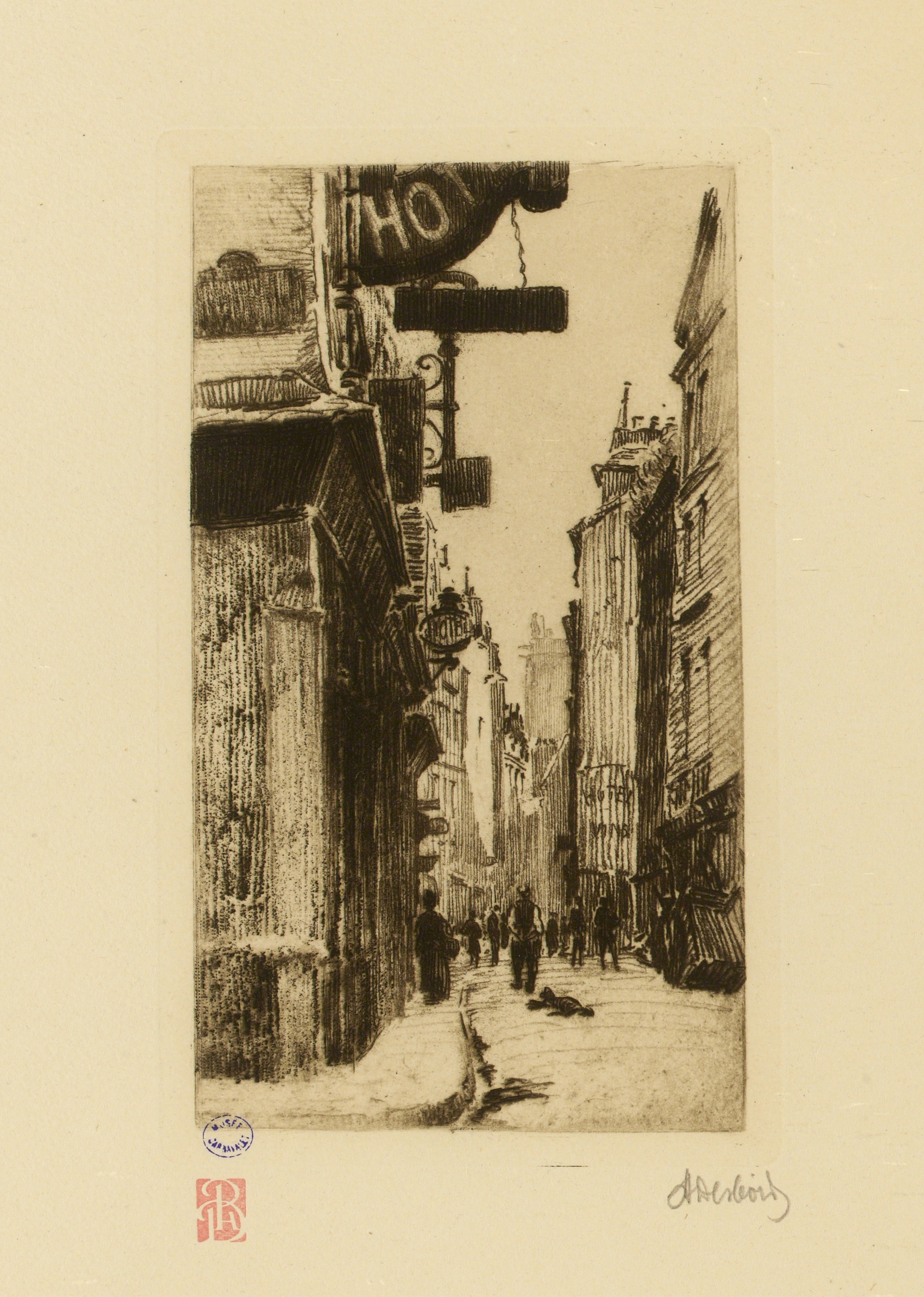
Vue de la rue à l'angle de la rue de Venise en 1923 (gravure de Pierre Desbois).

## Bâtiments remarquables et lieux de mémoire

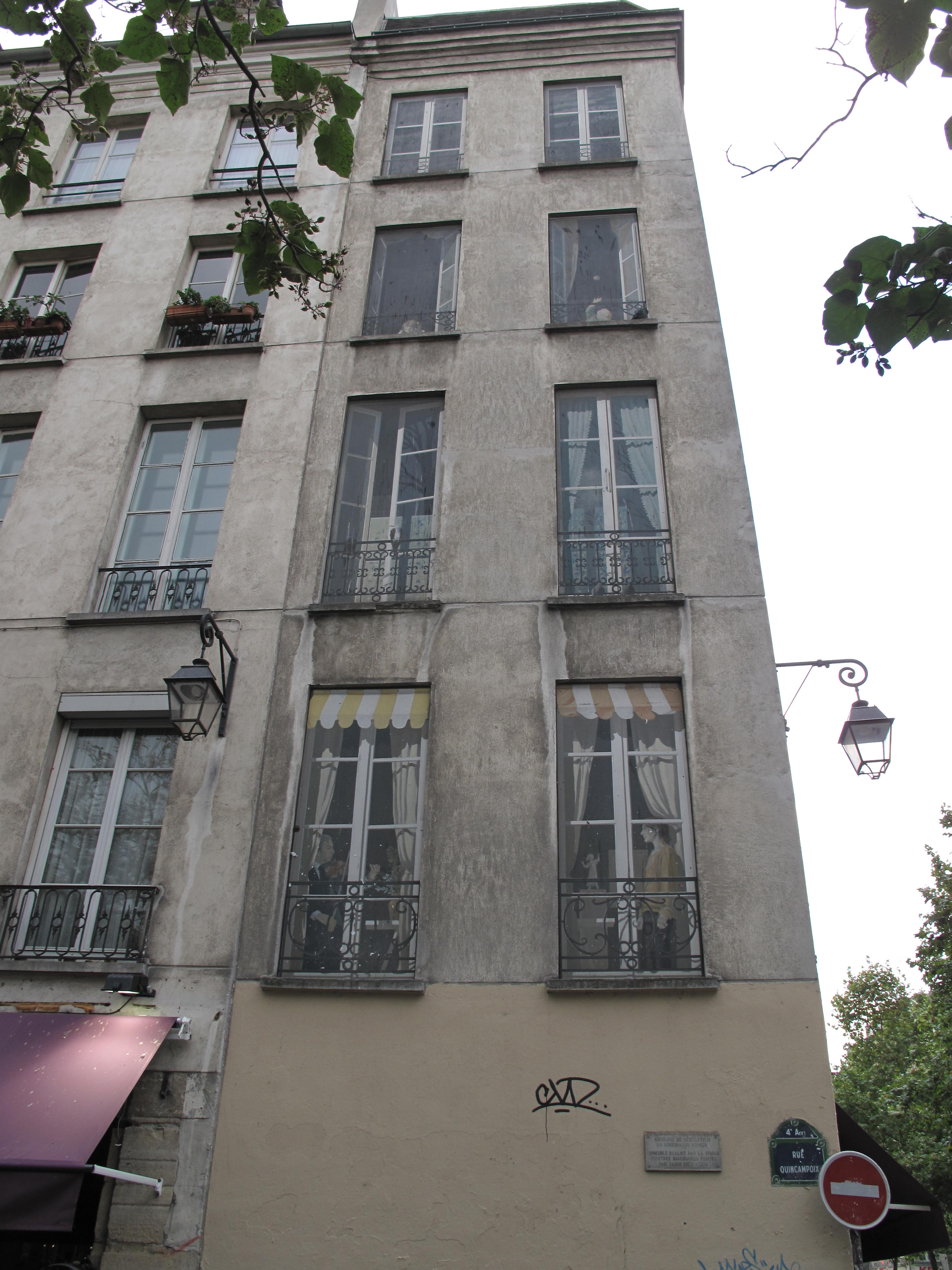
No 29, rue Quincampoix.

Les alignements des bâtiments anciens sont ceux qu’ils avaient au Moyen Âge. Il ne reste que très peu d’éléments architecturaux de cette époque, au-dessus du sol. Les seuls éléments subsistant se trouvent dans les sous-sols.
- No 22 : portail de la corporation des marchandes lingères. Ce portail était situé à l’origine dans le quartier des Halles (plus précisément au 6 place Sainte-Opportune) et fut édifié au milieu du XVIIIe siècle, soit plus de 30 ans après l’installation des « maîtresses lingères ». En 1778, la demeure fut vendue mais garda son architecture quasi-intacte. En 1899, les propriétaires des lieux s’engagèrent dans un nouveau projet immobilier et furent contraints de détruire la demeure. La Commission du Vieux Paris protesta contre cette démolition et leur proposa de céder le portail, vieux de 150 ans, à la ville de Paris. N’ayant pas la possibilité de conserver le portail en son lieu d’origine, ce dernier fut installé, en 1902, au square des Innocents, ouvrant sur les pavillons des halles et à deux pas de son emplacement originel. En 1977, le portail fut retiré du square en raison notamment de la construction du Forum des Halles et réinstallé ici.
- No 29 : une façade factice abritant une tour de ventilation recouverte de trompe-l'œil a été réalisée par Fabio Rieti.
- No 36 : immeuble du XVIIe siècle, immeuble classé depuis 1974. Bâtiment avec une façade de trois travées, les quatre étages sont desservis par un escalier à l'arrière du bâtiment. Il possède deux niveaux de caves. En 1660, son propriétaire est Louis Pocquelin, marchand drapier et, en 1689, François Alexandre, marchand mercier[16].
- Nos 38-40 : au Moyen Âge, la corporation des merciers est installée à cet endroit[9].
- No 82 : le passage Molière débute à ce numéro.
- No 98 : le mur ouest est plus ancien que les autres. On y trouve une voûte en berceau à chaînages de pierre avec trace d'un arc formeret.

Une partie significative des immeubles de la rue Quincampoix (près de la moitié) sont protégés au titre des monuments historiques, lors de la rénovation urbaine du quartier : le no 38 est inscrit en 1968. Les immeubles suivants sont inscrits en bloc en 1974 : du côté impair, les nos 7, 9, 11, 13, 15, 25, 27, 41, 43, 45, 55, 57, 59, 61, 65, 67, 69, 71, 73, 75, 77, 79, 83, 91, 99, 105, 107, 109 et 111 ; du côté pair, les nos 6, 8, 10, 12, 14, 16, 18, 20, 36, 42, 44, 58, 60, 62, 64, 66, 68, 70, 72, 78 (adresse du bar musical L'Art Brut), 84 et 88. Le passage Molière, au 82, l'est également. L'immeuble aux nos 2-4 l'est en 1984.
Maison non localisée
- Maison appartenant aux religieuses cisterciennes de l'abbaye du Pont-aux-Dames qui leur rapportait « cinquante sols tournois de rente admortye, aulmosnée à l'église du Pont, à charge de dire, par lesdites religieuses un Salve Regina avec un De Profundis, par chacun lundy, qui est grand charge pour ce »[72]

Quelques lieux et bâtiments référencés aux monuments historiques
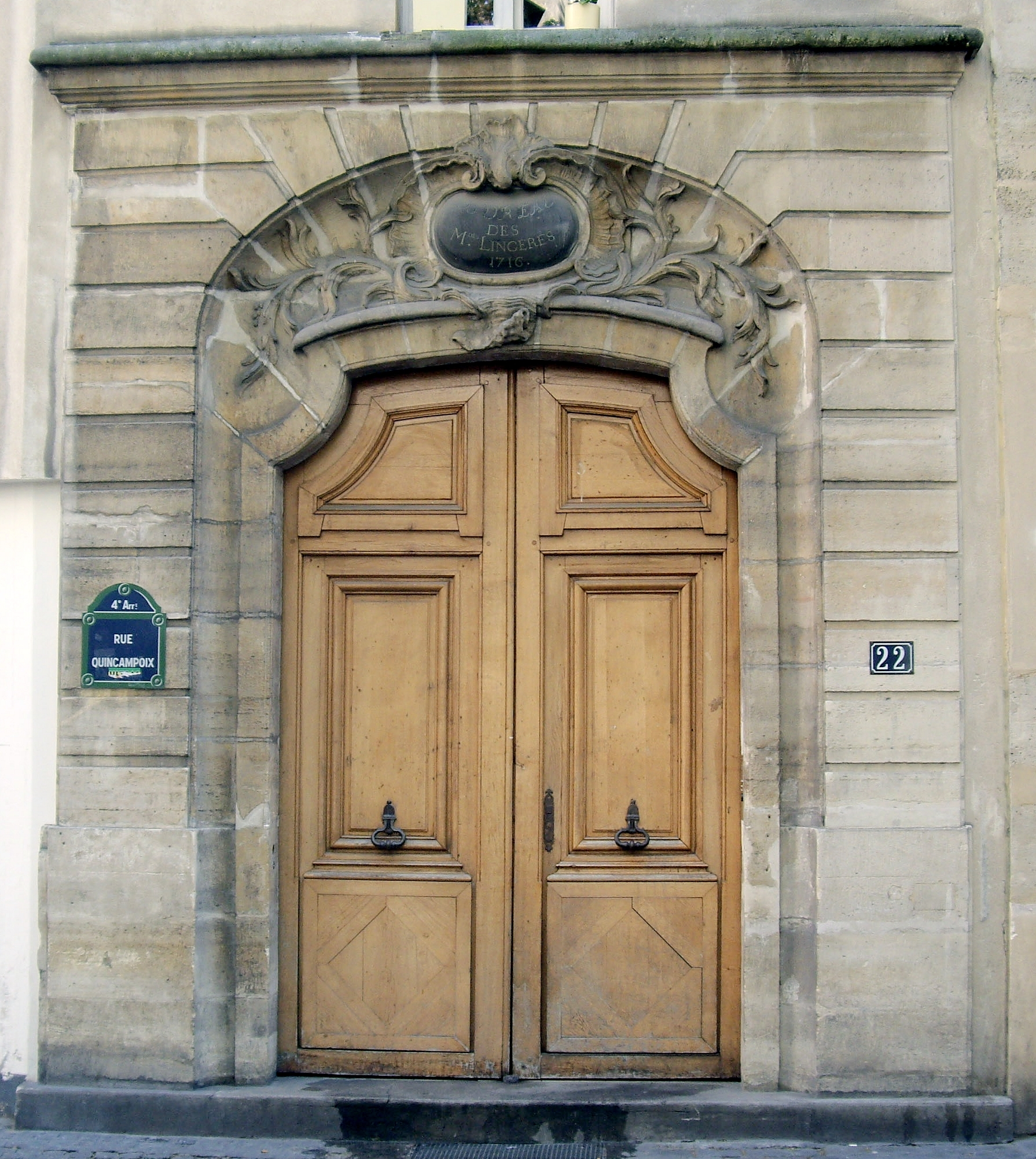
No 22 : le portail du bureau des lingères.
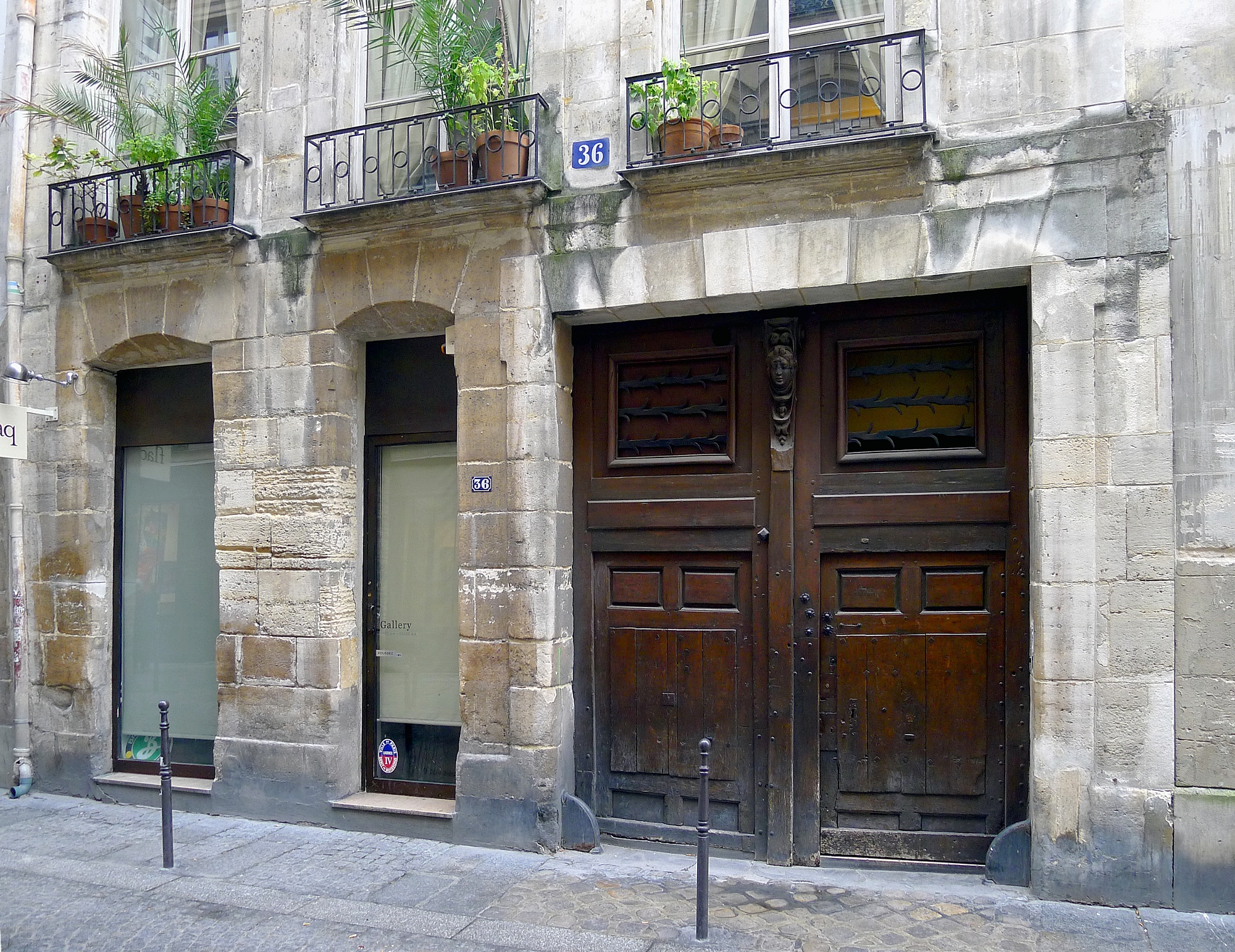
No 36.
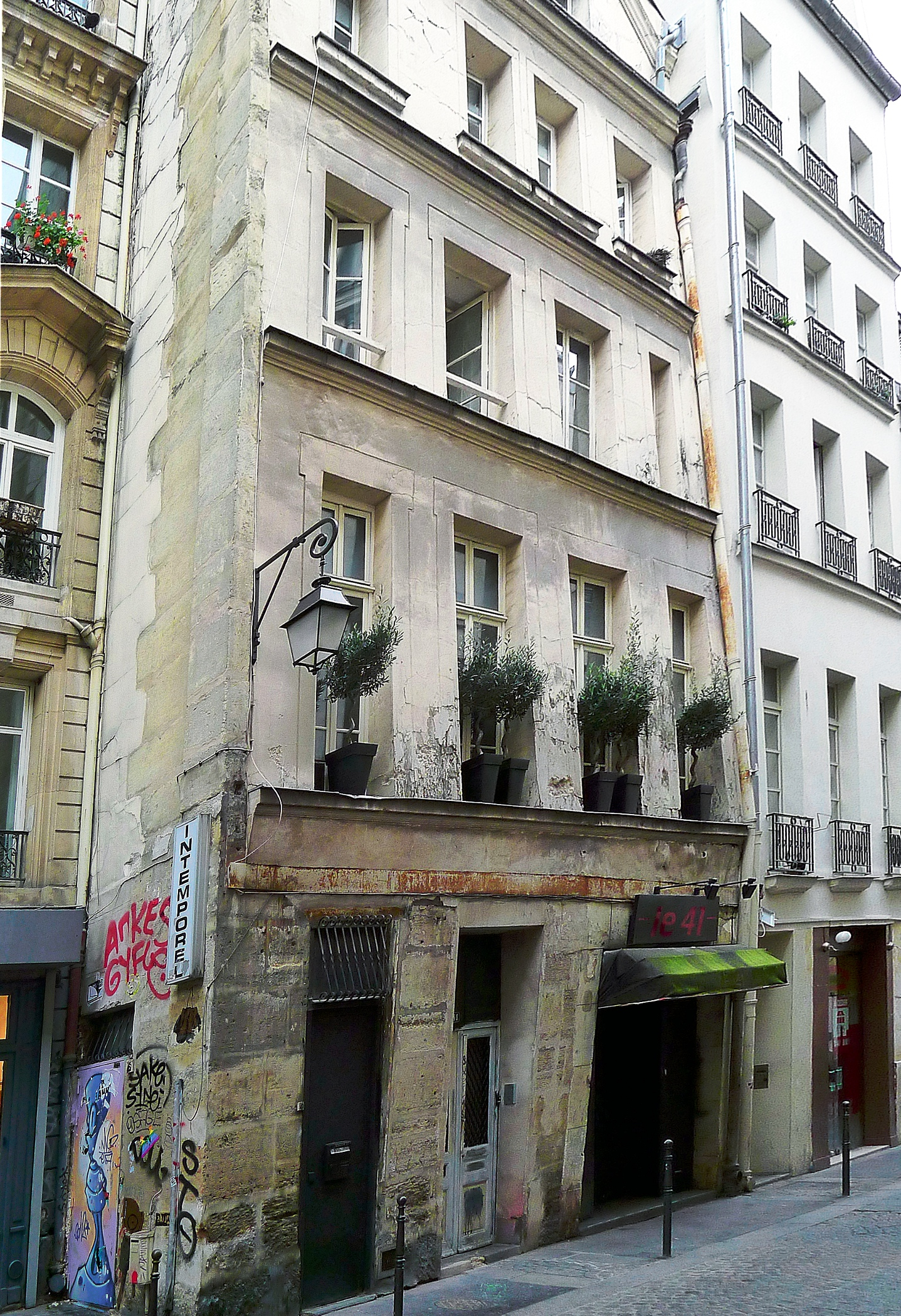
No 41.
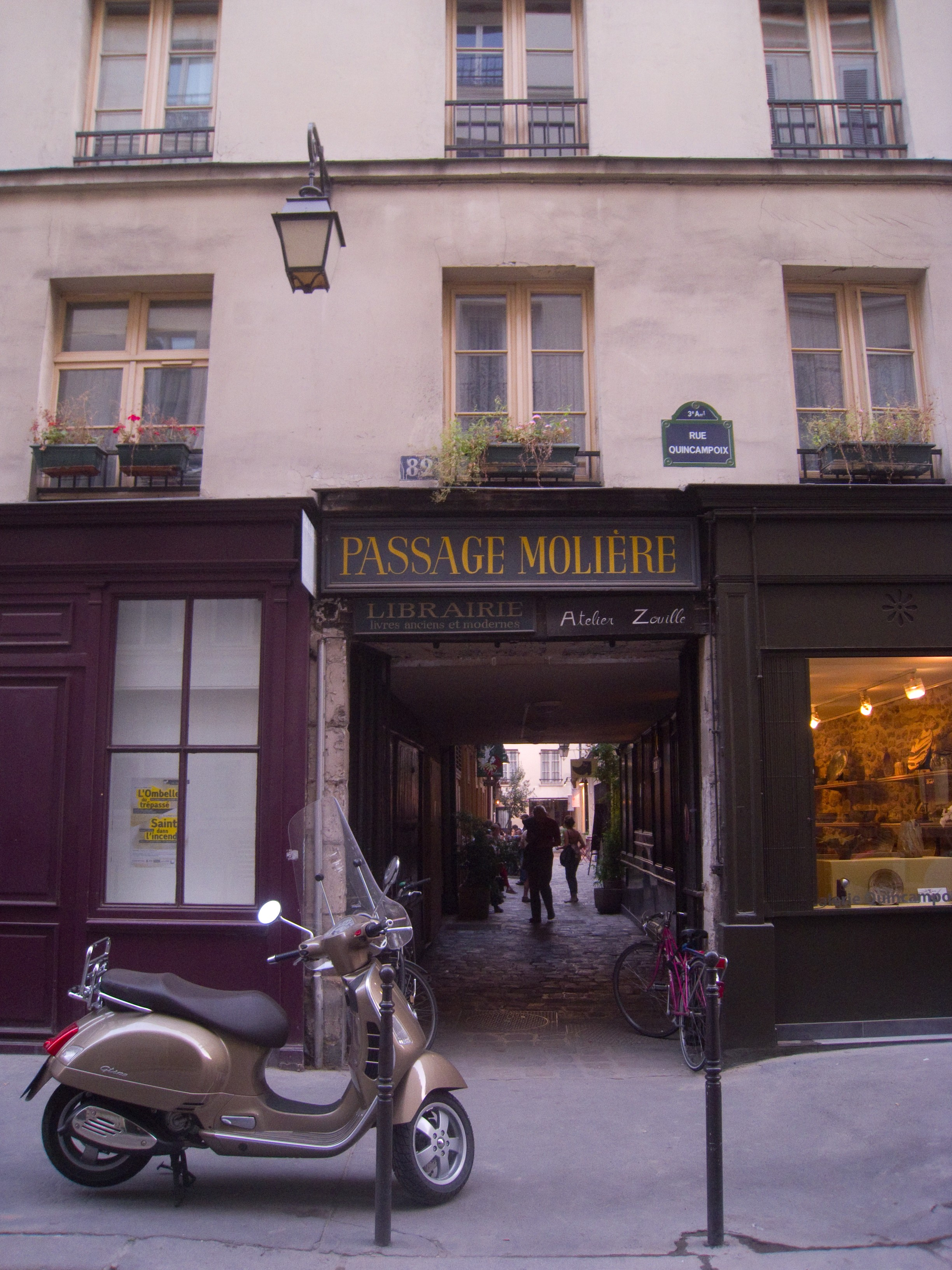
Le passage Molière s'ouvre au no 82.